# H.A.T.E.U.
H.A.T.E.U. – piosenka w stylu pop/R&B skomponowana i wyprodukowana przez Mariah Carey, Christophera Stewarta i The-Dreama na dwunasty studyjny album Carey, Memoirs of an Imperfect Angel. W trakcie promocji albumu, utwór został ogłoszony trzecim singlem promującym Memoirs of an Imperfect Angel. W amerykańskich radiach mainstream i rhythm pojawi się 3 listopada 2009.

## Informacje
Pierwsze wzmianki o powstaniu utworu „H.A.T.E.U” na dwunasty studyjny album Carey pochodzą z 20 maja 2009, kiedy to artystka zaprezentowała go podczas imprezy zorganizowanej przez wytwórnię The Island Def Jam Music Group.
Następnie w dniu 13 czerwca 2009 za pośrednictwem portalu Twitter, artystka podała informacje odnośnie do utworów „Obsessed” i „H.A.T.E.U.” oraz powiadomiła o nagraniu remixów z nowym wokalem dla obu utworów. Wówczas Carey poinformowała o ukrytym znaczeniu w tym utworze i udostępniła element refrenu: „Nie mogę się doczekać, by cię znienawidzić, bo właśnie teraz Cię potrzebuję...”.
Podczas promowania albumu w programie „P.C. Richard & Son Theater in Tribeca” w Nowym Jorku, Carey powiadomiła, że na trzeci singel promujący album „Memoirs of an Imperfect Angel wybrała utwór „H.A.T.E.U.”. Artystka wykonała go również, a także dwa pierwsze single z albumu, czyli „Obsessed” i „I Want to Know What Love Is”, a także starsze utwory – „Always Be My Baby” i „We Belong Together”.

## Tytuł
Jak od początku Mariah wspominała, w tytule piosenki jest ukryty sens i nie należy traktować go dosłownie. Po rozwinięciu jego nazwy piosenka nosi tytuł „Having a Typical Emotional Upset”.

## Promowanie
Po raz pierwszy utwór został wykonany live 2 października 2009 w programie The Today Show. Wtedy to Carey wykonała również „Obsessed”, „I Want to Know What Love Is” oraz singel z 1992 r. „Make It Happen”. Następnie został wykonany w programie „P.C. Richard & Son Theater in Tribeca”, gdzie został również ogłoszony trzecim singlem. Piosenka dołączyła także do październikowej „listy utworów” podczas koncertów w Las Vegas.

## Remix
Po wydaniu albumu „Memoirs of an Imperfect Angel”, Mariah Carey zapowiedziała, że obecnie pracuje nad remixową wersją albumu. Znajdą się na niej remixy wszystkich piosenek z albumu.
Na początku października 2009 pojawił się fragment remixu do „H.A.T.E.U”. Producentem tej wersji został Jermaine Dupri, a w jego tworzeniu udział wzięli: Big Boi z zespołu Outkast, raper Gucci Mane oraz OJ Da Juiceman.

## Data wydania
| Region            | Data             | Format  | Wytwórnia      |
| ----------------- | ---------------- | ------- | -------------- |
| Stany Zjednoczone | 3 listopada 2009 | Airplay | Island Records |

## Listy przebojów
| Kraj              | Lista przebojów (2009)          | Pozycja |
| ----------------- | ------------------------------- | ------- |
| Stany Zjednoczone | Billboard Hot R&B/Hip-Hop Songs | 76      |